# Oscar Grillo
Oscar Grillo (1943, Lanús, Buenos Aires) es un animador, ilustrador, artista plástico y dibujante de historieta argentino, radicado en Londres.

## Biografía
Terminados sus estudios primarios, Oscar se inscribió en la Escuela Panamericana de Arte, en la que tuvo por maestro al dibujante Carlos Garaycochea. Durante ese tiempo también trabajó como cadete en el diario Crítica, como empleado en una farmacia y también como obrero en una fábrica.
Tras la muerte de su padre, comenzó a colaborar con Tía Vicenta y poco tiempo después empezó a trabajar para Gil y Bertolini un estudio dedicado a la publicidad y animaciones para programas televisivos de los Estados Unidos. En ese tiempo fue asistente en Popeye y Sir Wellington Bones Show. Al mismo tiempo empezó a publicar dibujos en revistas, ilustraciones de libros y exhibir sus pinturas. Sin embargo, en 1969 decidió viajar a Europa buscando mayores opciones de trabajo.
- En un primer momento, desembarcó en España, dónde ilustró libros: Esperando a Godot, El hombre sin atributos y Los cantos de Maldoror. En 1970, se mudó a Italia, dónde entre otros trabajos realizó los dibujos de Los viajes de Gulliver y I Malavoglia. Un año después viajó a Gran Bretaña por dos semanas, para trabajar en una serie animada de "The Jackson Five" pero la estadía se prolongó y después de 5 años decidió radicarse allí definitivamente. Trabajó en diseños para la película Great, ganadora de un Óscar. En 1980, junto con Ted Rockley, fundó Klactoveesedstene Animations, firma bajo la cual producen cortometrajes y comerciales, además de asesorar en animación a otras producciones. Dirigió, diseñó y animó la película Seaside Woman" Seaside Woman", comisionada por Paul McCartney con música de Linda McCartney y ganadora de la Palma de Oro en Cannes en 1980. Posteriormente realizó otros cortos con canciones de Linda. Por su reconocimiento en el campo de la animación, en 1996, Grillo colaboró como asesor en la película Hombres de Negro.